# Região Geográfica Imediata de João Pessoa
A Região Geográfica Imediata de João Pessoa é uma das quinze regiões imediatas do estado brasileiro da Paraíba, uma das cinco regiões imediatas que compõem a Região Geográfica Intermediária de João Pessoa e uma das 509 regiões imediatas no Brasil, criadas pelo IBGE em 2017.
É composta por 22 municípios, tendo uma população estimada pelo IBGE para 1.º de julho de 2017, de 1 409 293 habitantes e uma área total de 3 754,178 km².
A cidade-sede João Pessoa é a mais populosa da região, com 811 598 habitantes.

## Municípios
Fonte: IBGE – Cidades
| Município              | População Estimativa 2017 | Área (km²) |
| ---------------------- | ------------------------- | ---------- |
| Alhandra               | 19 579                    | 182,663    |
| Bayeux                 | 97 010                    | 27,536     |
| Caaporã                | 21 872                    | 150,168    |
| Cabedelo               | 68 033                    | 31,915     |
| Caldas Brandão         | 6 025                     | 55,854     |
| Conde                  | 24 769                    | 172,950    |
| Cruz do Espírito Santo | 17 559                    | 191,104    |
| Cuité de Mamanguape    | 6 358                     | 108,448    |
| Gurinhém               | 14 134                    | 346,067    |
| João Pessoa            | 811 598                   | 211,475    |
| Juarez Távora          | 7 950                     | 70,841     |
| Juripiranga            | 10 770                    | 78,557     |
| Lucena                 | 13 121                    | 88,549     |
| Mari                   | 21 854                    | 154,824    |
| Pedras de Fogo         | 28 499                    | 404,882    |
| Pilar                  | 11 938                    | 101,999    |
| Pitimbu                | 19 182                    | 136,435    |
| Riachão do Poço        | 4 519                     | 39,905     |
| Santa Rita             | 136 851                   | 730,205    |
| São Miguel de Taipu    | 7 180                     | 92,526     |
| Sapé                   | 52 697                    | 315,532    |
| Sobrado                | 7 795                     | 61,743     |
| Total                  | 1 409 293                 | 3 754,178  |